# Lathrolestes aquilus
Lathrolestes aquilus är en stekelart som beskrevs av Barron 1994. Lathrolestes aquilus ingår i släktet Lathrolestes och familjen brokparasitsteklar. Inga underarter finns listade i Catalogue of Life.